# Stockland Green
Stockland Green – dzielnica miasta Birmingham, w Anglii, w West Midlands, w dystrykcie Birmingham. Leży 5,2 km od centrum miasta Birmingham i 166 km od Londynu. W 2011 roku dzielnica liczyła 24 319 mieszkańców.